# Florin Borța
Florin Gheorghe Borța (n. 21 iunie 1999, Râmnicu Vâlcea, România) este un fotbalist român, care joacă pe post de fundaș la Argeș Pitești în SuperLiga României. Pe plan internațional, are prezențe la națională pentru România Sub-21.
În iunie 2022, a fost împrumutat la Petrolul Ploiești, de la Universitatea Craiova, până la finalul sezonului 2022-23. Este a doua oară când Borța evoluează la Petrolul la care a jucat și în stagiunea 2018-2019.